# Muktihariharapura, Tirthahalli
Muktihariharapura là một làng thuộc tehsil Tirthahalli, huyện Shimoga, bang Karnataka, Ấn Độ.